# John A. Wilson (Paläontologe)
John Andrew Wilson, genannt Jack Wilson, (* 3. November 1914 in Lawrence, Massachusetts; † 21. Oktober 2008) war ein US-amerikanischer Wirbeltier-Paläontologe und Geologe.
Wilson studierte Geologie und Paläontologie an der University of Michigan, wo er 1937 seinen Bachelor-Abschluss machte und 1941 bei E. C. Case promoviert wurde. Danach lehrte er an der Idaho School of Mines. Im Zweiten Weltkrieg leistete er seinen Wehrdienst auf dem Flugzeugträger Hancock im Pazifik. Nach dem Krieg war er Professor für Geologie an der University of Texas in Austin. Dort bearbeitete er als Wirbeltierpaläontologe zunächst die umfangreichen Sammlungen von frühen Landwirbeltieren des Perm und Trias und später die von Säugetierfunden des mittleren Tertiär aus der Golfküstenregion und er erstellte eine Biostratigraphie des Miozäns in dieser Region. Er war auch einer der ersten Wirbeltierpaläontologen, der die Fossillagerstätten aus dem Paläozän, Eozän und Miozän im Big-Bend-Nationalpark in Texas erkundete. Er ist der Begründer des Labors für Wirbeltierpaläontologie an der University of Texas at Austin. 1969 war er Gastprofessor an der Universidad Nacional Autónoma de México.
1964 fand und erstbeschrieb er einen frühen Primaten (Eozän, 55 Millionen Jahre alt, Texas) Rooneyia viejaensis, bei dem auch der Schädelausguss erhalten war.
2000 erhielt er die Romer-Simpson-Medaille der Society of Vertebrate Paleontology, deren Präsident er 1952 war und deren Ehrenmitglied er seit 1986 war. Er war Mitglied der Texas Academy of Sciences und der American Association for the Advancement of Science. Er erhielt 1957 den Best Paper Award der Society of Sedimentary Geology und war 1960/61  Distinguished Lecturer der American Association of Petroleum Geologists.
Er war zweimal verheiratet und hatte drei Söhne.